# Bernd Regenauer

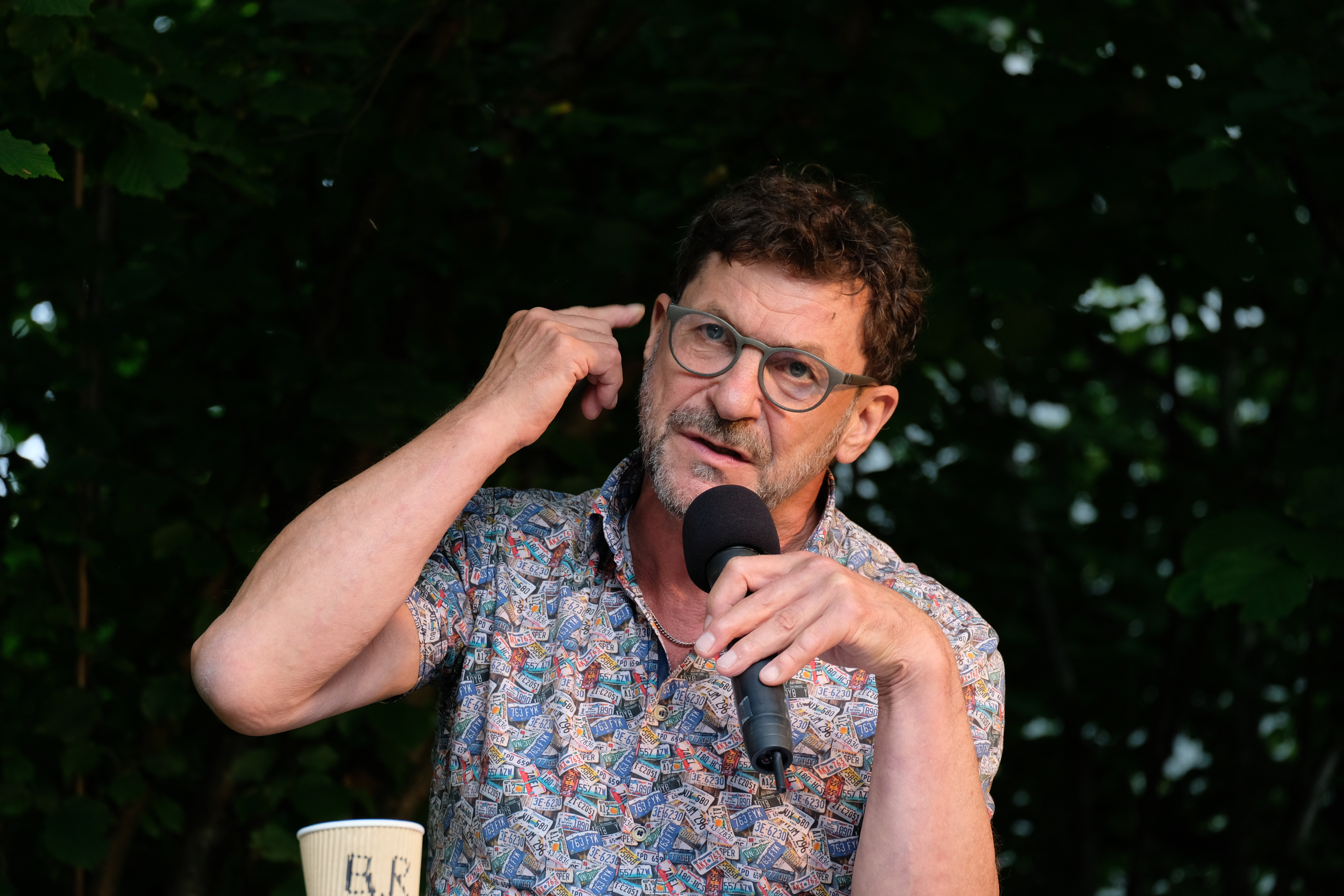
Bernd Regenauer bei einer Vorstellung im Juli 2021

Bernd Regenauer (* 30. Juli 1956 in München als Berndt Rühle) ist ein deutscher Kabarettist und Autor.

## Leben
Seine Schulzeit verbrachte Regenauer in Nürnberg. Nach dem Besuch der Volksschule am Frauentorgraben wechselte er an das Willstätter-Gymnasium. Mit der Heirat seiner Eltern 1970 nahm er den Nachnamen Regenauer an. Nach Regenauers Angaben lautete sein ursprünglicher Vorname Berndt mit t, seit Mitte der 1970er Jahre steht durch einen Übertragungsfehler des Nürnberger Passamtes nur noch Bernd ohne t in seinem Ausweis. Er leistete seinen Wehrdienst als Ordonnanz im nahegelegenen Fliegerhorst Roth. Später machte er eine Lehre zum Offsetdrucker im Nürnberger Stadtteil Altenfurt.
Regenauer genoss eine klassische Klavierausbildung. In den Jahren 1981/1982 hatte er seine ersten Auftritte als Liedermacher. Ab ca. 1986 wandelten sich seine politischen Liederprogramme immer mehr in Richtung Kabarett. Er war dann unter anderem Texter für Dieter Hildebrandts Scheibenwischer und die Münchner Lach- und Schießgesellschaft.

Außerdem arbeitete er für verschiedene Rundfunksender (z. B. Antenne Bayern), Fernsehsender, Zeitschriften und Zeitungen. Bekannt wurde Regenauer durch seine Programme und Hörspielreihen in fränkischem Regiolekt. Der Spiegel bezeichnete seine Metzgerei Boggnsagg als "Juwel unter Deutschlands Comedyserien". Für sein Wirken erhielt Regenauer mehrere Auszeichnungen, darunter 1997 den Sonderpreis zum Deutschen Kabarettpreis.
Regenauer lebt in Nürnberg und ist Anhänger des 1. FC Nürnberg. Er hat bis 2022 ca. 3600 Bühnenauftritte absolviert.

## Programme, Bühnenstücke
- Songs, Satiren, Sketche (solo), 1983
- Zynisch-lyrisches Piano (solo), 1984
- Zynisch-lyrische Rock-Chansons (mit Uwe G. Ebert), 1985
- Leider so, Deutschland (mit Uwe G. Ebert), 1987
- Selten so gedacht (mit Uwe G. Ebert), 1988
- Letzte Probe (mit Christian Kusche), 1989
- Sommerfeld oder Aber Geschäfte (mit Christian Kusche), 1990
- Koste es, was Sie wollen (mit Helmut Krauss), 1992
- Macht verrückt (mit Helmut Krauss), 1994
- Zeitseeing (mit Helmut Krauss), 1996
- Mensch Nützel - a fränkischer Dübb (solo), 1997
- Nützel 2 - Ka Deema (solo), 2000
- Metzgerei Boggnsagg (Theaterstück), 2000
- Nützel 3 - inner drinner (solo), 2002
- Fränkisches Volkstheater: FeierAbend (Theaterstück), 2003, Produktion Stadttheater Fürth
- Fränkisches Volkstheater: CampingUrlaub (Theaterstück), 2004, Produktion Stadttheater Fürth
- Best of Nützel - Heileids vom fränkischen Dübb (solo), 2005
- Selten so gedacht (solo), 2006
- Unter Freunden (solo), 2008
- 3 in am Bäggla (mit Lizzy Aumeier und Wolfgang Buck), 2008
- MixTour (solo, stetig aktualisiertes Best-of-Programm), 2009
- Alles eine Frage der Antwort (solo), 2010
- Metzgerei Boggnsagg - Hirn reloaded (Theaterstück), 2011, Produktion Stadttheater Fürth
- Dreizack - Spitze Worte (mit Matthias Egersdörfer und Hannes Ringlstetter), 2011
- Moneyfest - Einkommen und Gehen (solo), 2013
- Regenauers Nützel - bäggindaun (solo), 2015
- Metzgerei Boggnsagg live - Wou issn is Hirn (szenische Lesung), 2017
- Regenauers Nützel: Erleuchtung Vol.1 - Der Weg vom Erfolg (solo), 2018
- Das Regenauer-Kuch-Projekt (mit Mentalmagie-Weltmeister Christoph Kuch), 2019
- Das fränkische Seelen-Land (solo), 2019
- Zum Goldenen Giger (Oper), 2022, Produktion Nürnberger Symphoniker

## Auszeichnungen
- 1997: Deutscher Kabarettpreis
- 2002: Allgäuer Kabarettpreis Memminger Maul
- 2007: Goldene Nürnberger Trichter der Nürnberger Trichter Karnevalsgesellschaft e.V. 1909

## Bücher
- Radikahlschlag. Satiren zur Zeit. ars vivendi verlag, Cadolzburg 1997, ISBN 3-931043-86-X.
- Metzgerei Boggnsagg Comic. 1. ars vivendi verlag, Cadolzburg 1999, ISBN 3-89716-082-X.
- Metzgerei Boggnsagg Comic. 2. ars vivendi verlag, Cadolzburg 1999, ISBN 3-89716-101-X.
- Metzgerei Boggnsagg Comic. 3. ars vivendi verlag, Cadolzburg 1999, ISBN 3-89716-103-6.
- Das Metzgerei Boggnsagg Kochbuch. Antivegetarisch Schlemmen. ars vivendi verlag, Cadolzburg 2000, ISBN 3-89716-102-8.
- Fränkisch für Anfänger. Langenscheidt Verlag, München 2013, ISBN 978-3-468-73869-2.
- Satirisches Handgepäck Nürnberg. Michael Müller Verlag, Erlangen 2016, ISBN 978-3-95654-408-8.
- Fränkisch für Anfänger. Erweiterte Neuauflage. Langenscheidt Verlag, München 2019, ISBN 978-3-468-73942-2.

## LPs und CDs
- Saitenhiebe (LP), Bear Records, 1983
- Zugzwang (LP), Altera Pars Records, 1985
- Iich bin a Nämbercher (Single), Koch Records, 1985
- Der Club werd scho gwinna (Single), Goldhut Music, 1986
- Mensch Nützel - a fränkischer Dübb (CD), Musenkuss/ars vivendi, 1996
- Metzgerei Boggnsagg 1: Häbbi Sülzn (CD), BMG Ariola, 1997
- Metzgerei Boggnsagg 2: Wou issn is Hirn? (CD), BMG Ariola, 1998
- Metzgerei Boggnsagg 3: Dodahl brudahl (CD), Virgin Records, 1999
- Metzgerei Boggnsagg Special Edition 1 (CD), Antenne Bayern, 1999
- Metzgerei Boggnsagg Special Edition 2 (CD), Antenne Bayern, 1999
- Nützel 2 - Ka Deema (Live-CD), Musenkuss/ars vivendi, 2000
- Metzgerei Boggnsagg Live (CD), Streetlife/Sony Music, 2000
- Nützel 3 - inner drinner (2 Live-CDs), Musenkuss/ars vivendi, 2003
- Selten so gedacht (Live-CD), Streetlife/Media-Arte, 2006
- Unter Freunden (Live-CD), Streetlife, 2009
- Alles eine Frage der Antwort (Hörbuch-CD), Streetlife, 2010
- Moneyfest (Live-CD), Streetlife, 2012
- Regenauers Nützel - bäggindaun (Live-CD), ars vivendi, 2016

## Filme
- Metzgerei Boggnsagg live, Telefilm/Bayerisches Fernsehen, 2001
- Nützel 2 - Ka Deema, Bayerisches Fernsehen, 2002
- Regenauers Reisen durchs fränkische Bierparadies, 6 Folgen, Bayerisches Fernsehen, 2008
- Dreiviertelmond, Buch+Regie Christian Zübert, Deutschland, 2011
- Tatort: Der Himmel ist ein Platz auf Erden, Buch+Regie Max Färberböck, ARD, 2015
- Tatort: Ich töte niemand, Buch+Regie Max Färberböck, ARD, 2018
- 2023: Tatort: Hochamt für Toni